# Тринча
Тринча (пол. Tryńcza) — село в Польщі, у гміні Триньча Переворського повіту Підкарпатського воєводства, між Сяном і Віслоком. Населення — 1305 осіб (2011).

## Історія
Вперше село згадується в актах Переворського суду 15 травня 1437 р. Село було в королівській власності, через що наявні дані в податкових реєстрах: 1515, 1589 і наступних років. Зокрема, в 1589 р. були 12 ланів ріллі, млин з двома каменями, 13 городників і 1 рибалка. Село входило до Перемишльської землі Руського воєводства. В 1674 р. було 162 будинки в селі та фільварок з 21 будинком.
У 1772—1918 рр. село було у складі Австро-Угорської монархії, у провінції Королівство Галичини та Володимирії. На цей час місцеве українське населення лівобережного Надсяння після півтисячолітніх латинізації та полонізації залишилось у меншості. У 1892 році село належало до Ланьцутського повіту, налічувало 197 житлових будинків і 1039 мешканців, з них 56 греко-католиків, 952 римо-католики і 31 юдей.
У 1900 р. було 89 греко-католиків, які належали до парафії Гориці Канчуцького деканату Перемишльської єпархії. Того ж року відкрита залізниця Переворськ—Розвадів із залізничним перестанком Тринча в сусідньому селі Вілька Малкова.
У 1919—1939 рр. у складі Польщі. В 1934 р. Тринча стала адміністративним центром ґміни. На 1.01.1939 в селі було 1280 жителів, з них 80 українців з польською мовою, 1190 поляків і 10 євреїв. Село входило до Переворського повіту Львівського воєводства, гміна Триньча.

## Демографія
Демографічна структура станом на 31 березня 2011 року:
|          | Загалом | Допрацездатний вік | Працездатний вік | Постпрацездатний вік |
| -------- | ------- | ------------------ | ---------------- | -------------------- |
| Чоловіки | 659     | 126                | 465              | 68                   |
| Жінки    | 646     | 153                | 347              | 146                  |
| Разом    | 1305    | 279                | 812              | 214                  |

## Відомі люди

### Уродженці
- Роман Данак (1935—1994) — польський письменник-фантаст, журналіст, перекладач.